# Francisco Galadí Melgar
Galadí  Melgar est un nom espagnol. Le premier nom de famille, en général paternel, est Galadí ; le second, en général maternel, souvent omis, est Melgar.
Pour les articles homonymes, voir Melgar.
 Francisco Galadí Melgar, est un banderillero espagnol assassiné durant la guerre d'Espagne.

## Biographie
Francisco Galadí Melgar est fusillé à Viznar, en Andalousie, avec son collègue, le banderillero Joaquín Arcollas Cabezas, ainsi qu'avec le poète Federico García Lorca et le professeur Dióscoro Galindo González, par les nationalistes.